# Chiesa di San Giovanni Battista (Ferrara, capoluogo)
(Ludovico Ariosto, Cinque Canti, II 120,1-121,6)

La chiesa di San Giovanni Battista, detta anche dei Cavalieri di Malta, è una chiesa di Ferrara, situata all'incrocio fra via Montebello e corso Porta Mare.

## Storia
Questa chiesa venne edificata nel 1496, ma alcuni studi indicano nel 1505, dai Canonici Regolari Lateranensi su un terreno donato da Ercole I d'Este. L'architetto di questa grandiosa costruzione sarebbe stato Francesco Marighella anche se gli studiosi moderni ritengono che la sua costruzione iniziò probabilmente dalla zona absidale, ad opera dell'architetto Biagio Rossetti. 
Nel 1570, un violento terremoto rase al suolo molti edifici tra cui, probabilmente, anche codesta costruzione: Alberto Schiatti architetto, risistemò l'edificio, forse riducendolo anche in dimensioni.
Dal 1826 al 1834 la chiesa venne retta dal Sovrano militare ordine di Malta che si era trasferito a Ferrara.
Venne riaperta al culto nel 1938, e dopo i bombardamenti del secondo dopoguerra venne chiusa al culto perché danneggiata e chiusa definitivamente nel 1954.
L'edificio di proprietà del comune di Ferrara negli anni '90  è stato restaurato e consolidato. Dopo il terremoto dell'Emilia del 2012  è stata temporaneamente riaperta al culto in attesa dei lavori di restauro delle chiese della parrocchia di Santo Spirito.

## Descrizione
È l'unica della città con una pianta a croce greca e dotata di cupola; l'interno è ricco di opere d'arte e di affreschi.
Adiacente alla chiesa sorge anche l'antico complesso conventuale, che venne trasformato in ospedale e convento per i cavalieri di Malta che praticavano lo status semimonastico.